# Cofimpacia
Cofimpacia là một chi bướm đêm thuộc họ Erebidae.